# Osov (zámek)
Osov je zámek ve stejnojmenné vesnici u Hostomic v okrese Beroun ve Středočeském kraji. Na místě starší tvrze jej v první polovině osmnáctého století nechal založit Jan Adolf Kounic. Jako ukázka typického pozdně barokního zámku je areál tvořený hlavní budovou, špýcharem, torzem ohradní zdi a jí vymezenými pozemky chráněn jako kulturní památka.

## Historie
Ve čtrnáctém století bývala vesnice Osov majetkem pražského arcibiskupství, ale část patřila vladyckému rodu s přídomkem „z Osova“. Tento drobný statek v patnáctém století vlastnili vladykové Osovští z Adlaru, kteří roku 1504 prodali ves Osov s tvrzí, dvorem a pustou vsí Vižinou Janovi Vamberskému z Rohatec. Jejich smlouva obsahuje první zmínku o osovském panském sídle.

### Tvrz

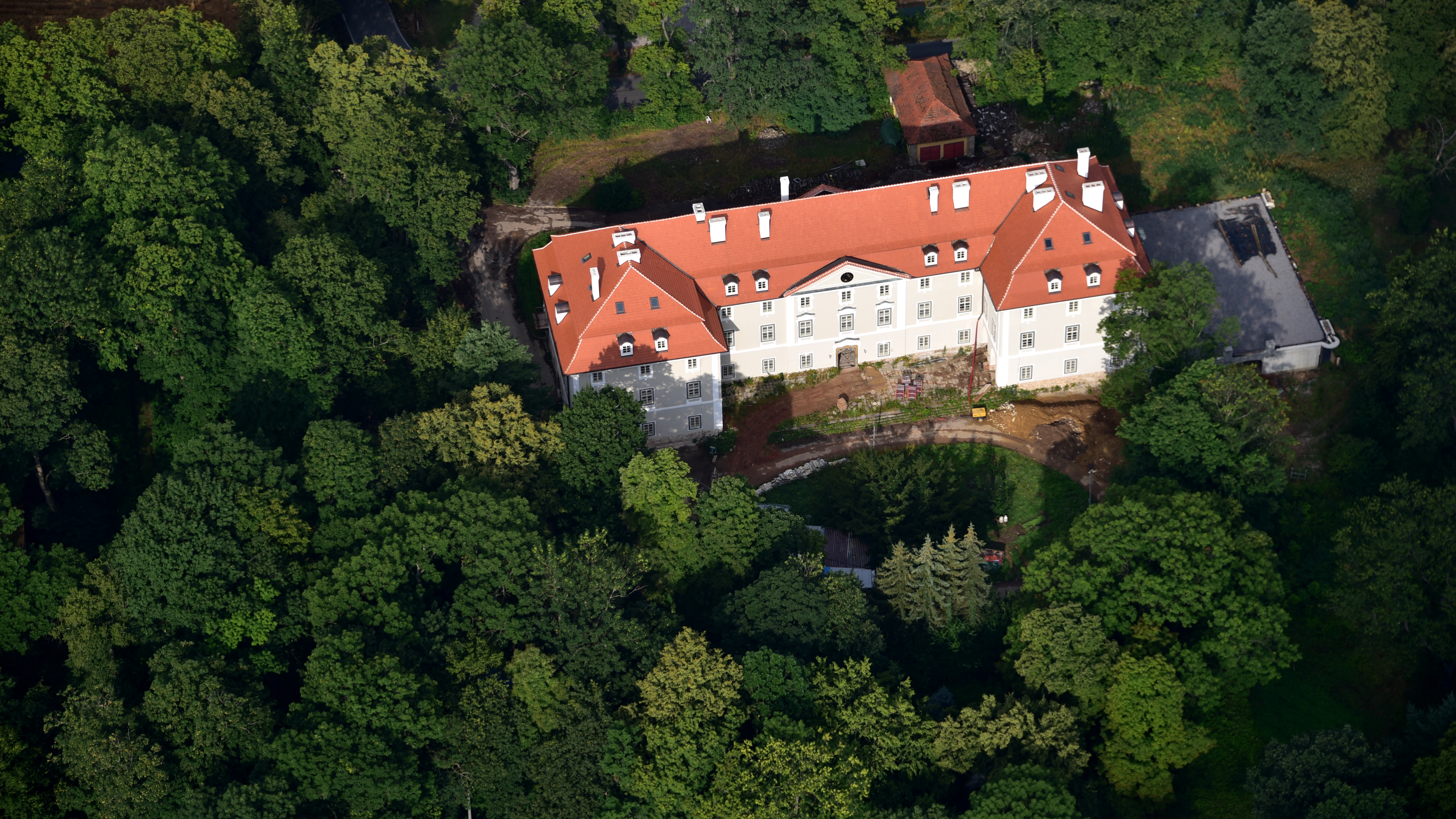
Letecký pohled na zámek

Další majitelé statku se často střídali. Janův nástupce Oldřich jej roku 1554 prodal Václavu Holanovi z Jiljova. Václav zemřel bez potomků, a Osov po něm v roce 1562 zdědil jeho bratr Jiří z Jiljova. Jiří zemřel v roce 1585 a zůstalo po něm sedm synů. Malé panství nemohlo uspokojit potřeby jich všech, a proto se jeho správy roku 1590 ujal Karel z Jiljova a o osm let později je prodal Jiřímu Vratislavovi z Mitrovic, kterému patřila sousední Skřipel. Obě vesnice však Jiří už v roce 1601 prodal Jakubu Menšíkovi z Menštejna a ten před svou smrtí v roce 1614 Oldřichu Gersdorfovi z Gersdorfu.

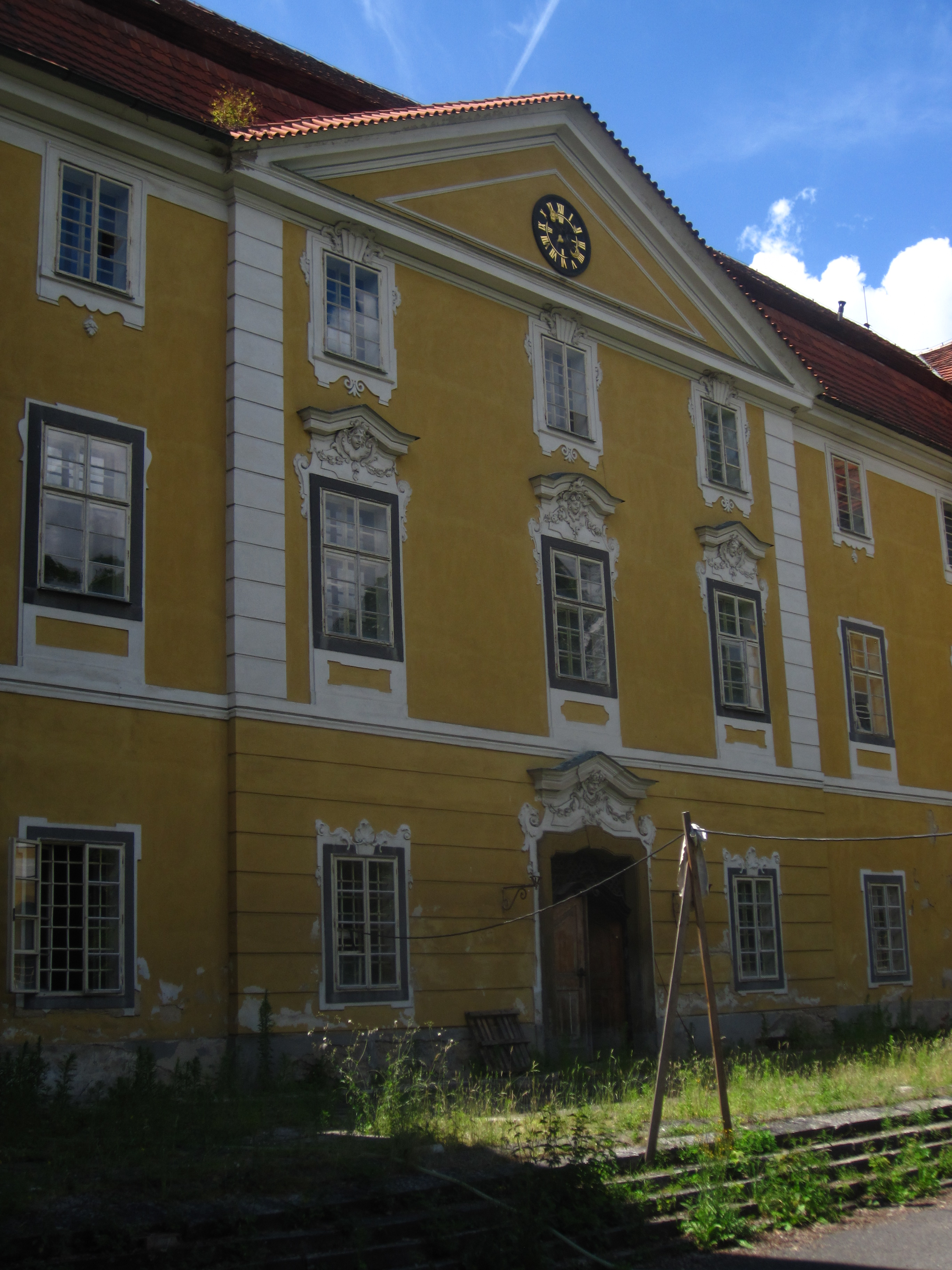
Zahradní průčelí s portálem před rekonstrukcí

Oldřich se jako člen direktoria zúčastnil stavovského povstání, a přestože během něj zemřel, byl roku 1621 odsouzen ke konfiskaci veškerého majetku. Ten koupila vdova Saloména, rozená z Rejblic, a znovu se provdala za Jana Valtera Bordogniho de Taxis. Panství však bylo zadlužené, a proto jej Saloména roku 1626 musela prodat Anně Černínové z Chudenic. Ani Anna Černínová Osov nevlastnila příliš dlouho. Brzy jej získali manželé Jan de Witt a Anna z Glouchova, po jejichž smrti je v roce 1645 převzal Mikuláš z Gersdorfu a Malšvic. Jeho dcera Alžběta Zuzana se provdala za Zdeňka Vratislava z Mitrovic a roku 1677 prodala Osov, Osovec, Běštín, Chrastinu, Lážovice, Lštěň, Chlumec a Skřipel Ferdinandovi Maxmiliánovi z Kounic.
Vrchnost v Osově ve druhé polovině sedmnáctého století zastupovali hejtmané, kterými byli Pavel Kozlovský (1668), Bedřich Patzelt (1669) a Adam Měsíček z Výškova (1673). K zámeckému personálu patřili mimo jiné hofmistr, kuchař, zahradník, podkoní, dvorní malíř, kaplan a dvorní šašek.

### Zámek
Za Kouniců se statek rozrostl v panství tvořené dvanácti vesnicemi. Po Ferdinandovi Maxmiliánovi je zdědil jeho bratr Jan Vilém a po něm je v roce 1701 na krátký čas koupil Ferdinand Rudolf z Valdštejna. Kounicové panství brzy získali zpět. Jan Adolf z Kounic nechal starou tvrz zbořit a místo ní v letech 1728–1737 postavit zámek v pozdně barokním slohu. Během dalších úprav koncem osmnáctého století vznikly rokokové štukatury.
V roce 1804 panství koupil František Schlindenbuch a od něj o rok později apelační rada Václav Ubelli ze Siegburgu. Od něj Osov rozšířený v roce 1817 o Všeradice koupil roku 1818 Josef Vratislav z Mitrovic, po jehož potomcích je v roce 1840 zdědila orlická větev Schwarzenbergů. V roce 1860 prošel podle farní kroniky zámek rekonstrukcí. V letech 1810 až 1814 byla majiteli zámku jedna zámecká místnost poskytnuta místní škole.
Hlavním sídlem orlické větve rodu Schwarzenbergů byl zámek Orlík, rodina však pobývala rovněž v Osově. Od roku 1895 do roku 1904 zdejší panství osobně spravoval Karel IV. Schwarzenberg, který se kvůli tomu vzdal svého poslaneckého mandátu. Jeho syn Karel V. Schwarzenberg na zdejším panství zavedl roku 1913 jako výlučný úřední jazyk češtinu.

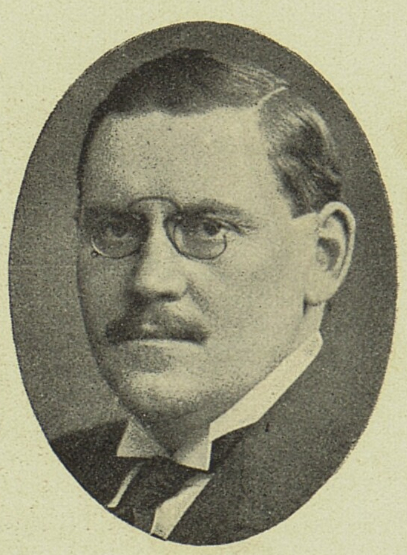
Podnikatel a filantrop Václav Palivec

Při pozemkové reformě se osovský zámek roku 1927 stal součástí zbytkového statku, roku 1930 jej proto Schwarzenbergové prodali podnikateli Václavu Palivcovi. Ten na zámku provedl několik rekonstrukcí, například vybudoval nový hlavní vchod západním směrem, místo dosavadního východního vchodu. Instaloval ústřední topení, elektřinu a vodovod. Zámek se ve třicátých letech dvacátého století stal kulturním centrem. Václav Palivec zde opakovaně hostil například spisovatele Karla Čapka (který na zámku napsal hru Matka) a jeho manželku Olgu Scheinpflugovou, herce Hugo Haase, Adinu Mandlovou a Jiřinu Štěpničkovou, básníka Jaroslava Seiferta, diplomata a básníka Josefa Palivce nebo novináře Ferdinanda Peroutku. Díky Palivcovým kontaktům v oblasti kultury se na zámku natáčel film Uličnice, s Jindřichem Plachtou, Oldřichem Novým, Věrou Ferbasovou a Ladislavem Peškem v hlavních rolích. Roku 1938 se v zámku uskutečnila tajná jednání mezi Ferdinandem Peroutkou a Karlem Čapkem, kteří zastupovali československou vládu a německým velvyslancem Ernstem Eisenlohrem, která měla zabránit válce.

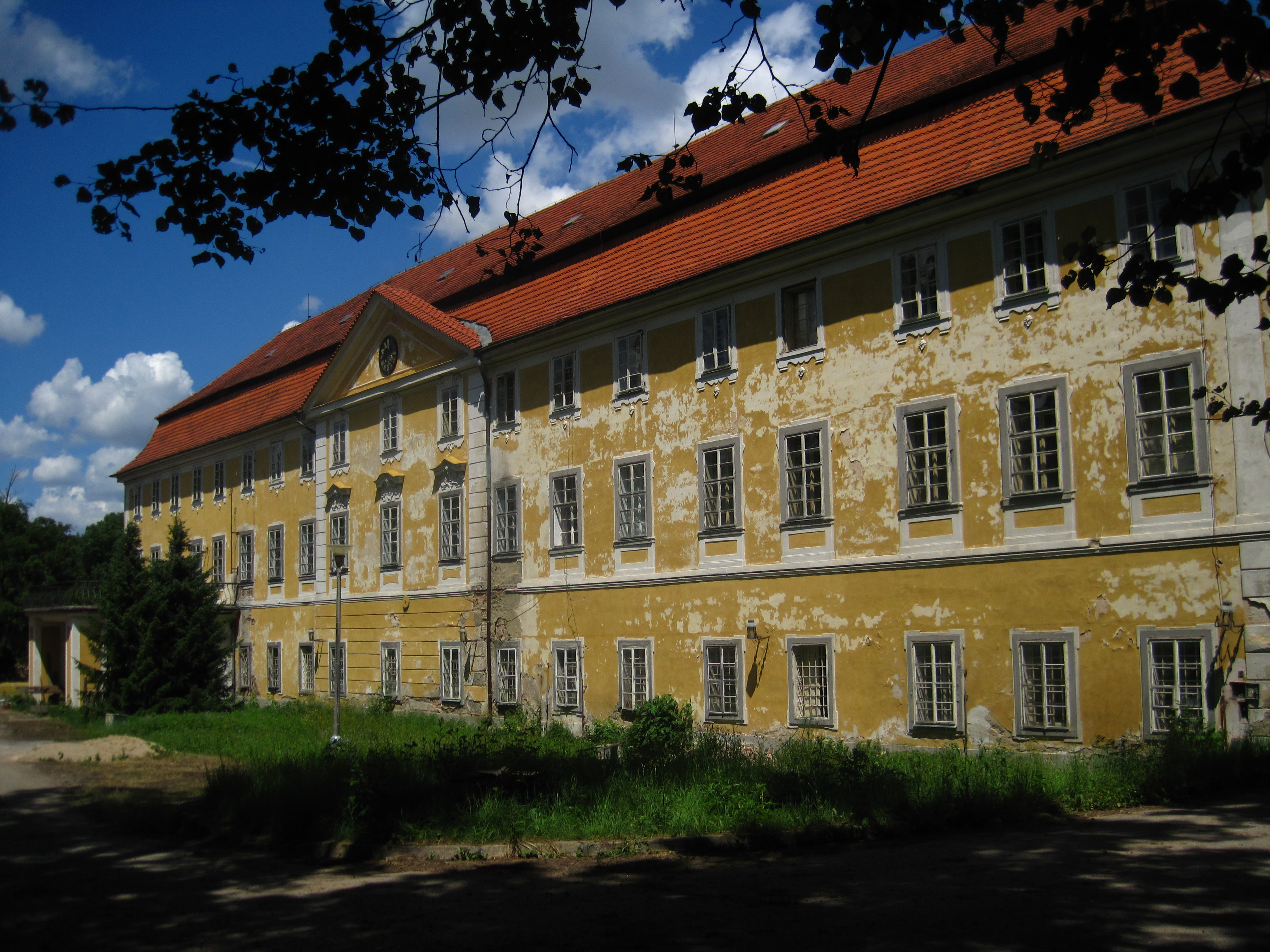
Zámek před rekonstrukcí

Václavu Palivcovi byl zámek během druhé světové války zabaven nacisty. Zámek sloužil okupační správě, nacházel se zde rovněž německý dívčí internát, ale Václavu Palivcovi bylo

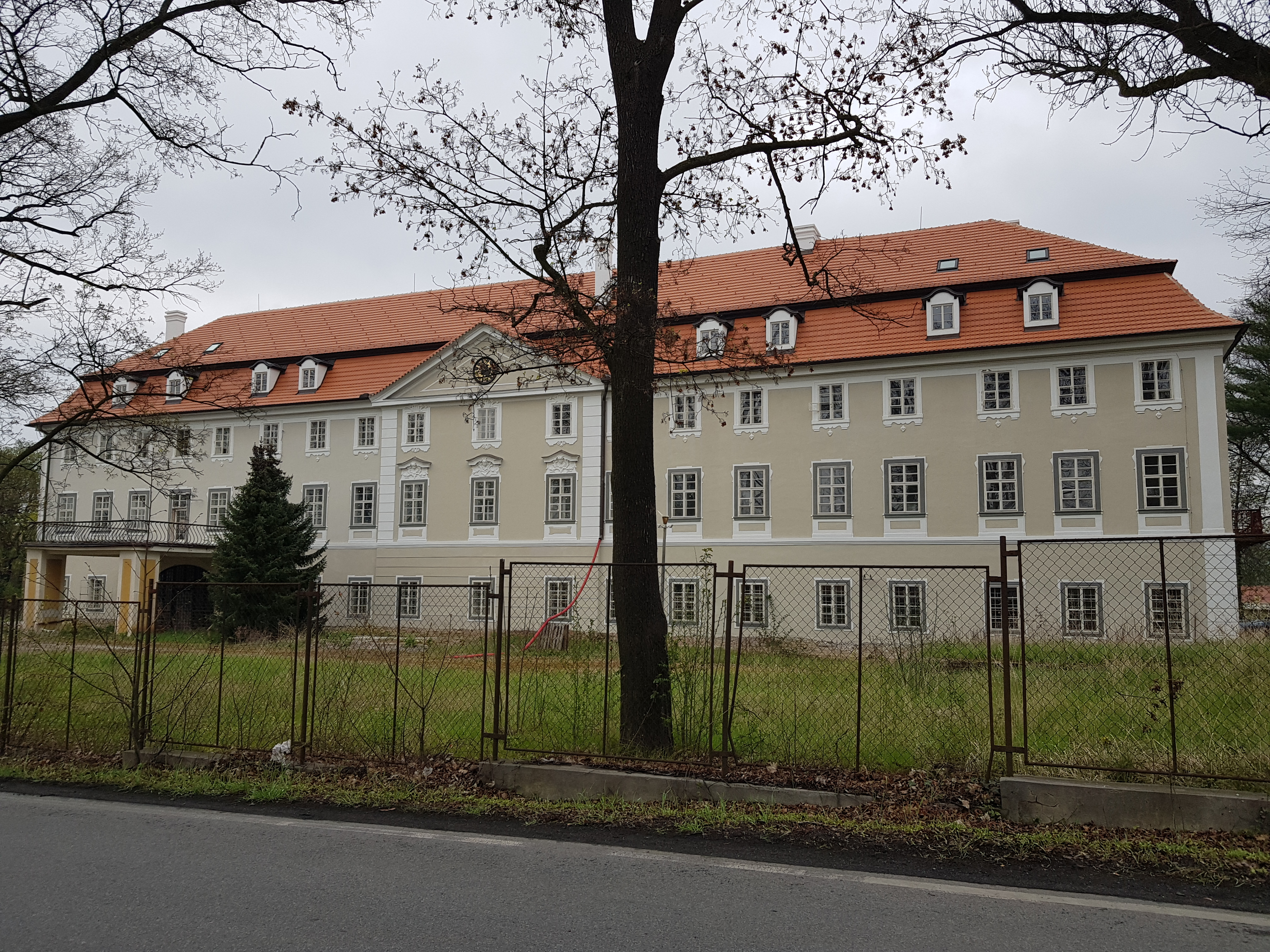
Zámek po rekonstrukci

na zámku umožněno bydlet ve vyhrazeném bytě. Po válce byl zámek navrácen původnímu majiteli, ovšem roku 1948 došlo ke druhém zabavení, tentokrát komunisty. Václav Palivec byl komunisty vystěhován do budovy bývalého lesního úřadu na kraji vesnice a vybavení zámku bylo z velké části rozkradeno. Část cenné zámecké knihovny se podařilo zachránit. Obcí Osov byla převezena do místní knihovny v Osovci, jejíž součástí je, již jako kulturní památka, dodnes. Ve druhé polovině dvacátého století zámeckou budovu vlastnil berounský okresní národní výbor. Zámek se stal sídlem rukavičkářské školy a internátem, roku 1961 zde byl otevřen domov důchodců. Ten zde fungoval do roku 2000.
Po sametové revoluci byl zámek navrácen rodině Palivců, která zámek později prodala. Roku 2016 byla zahájena komplexní rekonstrukce interiérů i exteriérů budovy. Zámek dostal novou střechu, nová okna a fasádu. Vlastní jej Kristýna Pohlová a je veřejnosti nepřístupný. Vstup je možný jen do části zámeckého parku, kterou vede naučná stezka.

## Stavební podoba
Jednopatrová zámecká budova s podstřešním polopatrem je trojkřídlá. Obě hlavní průčelí jsou zdůrazněná rizality. V ose zahradního průčelí se nachází původní vstupní portál. Rizalit na této straně je zakončen štítem s vázami. Vedle rizalitu na protější straně budovy stojí balkon, který kryje novější vchod. V osmnáctém století budovu obklopoval francouzský park, ale ten byl v devatenáctém století, pravděpodobně za Schwarzenbergů, přeměněn na park anglický.
Na základě fotografií se v minulosti nad hlavním průčelím nacházela malá věž. Při rekonstrukci v roce 2016 byla střecha vybavena vikýři.

## Zámek ve filmu
- Uličnice (1936, režie: Vladimír Slavínský)[15]
- Ceremoniář (1996, režie Jiří Věrčák)[15]
- Hitler: Vzestup zla (2003, režie Christian Duguay)